# Wan Lay Chi
Wan Lay Chi (* 12. September 1988) ist eine singapurische Leichtathletin, die sich auf das Kugelstoßen spezialisiert hat und auch im Diskuswurf an den Start geht.

## Sportliche Laufbahn
Erste internationale Erfahrungen sammelte Wan Lay Chi im Jahr 2004, als sie bei den Juniorenasienmeisterschaften in Ipoh mit einer Weite von 12,20 m die Bronzemedaille im Kugelstoßen gewann. Im Jahr darauf schied sie dann bei den Jugendweltmeisterschaften in Marrakesch mit 11,88 m und 34,86 m im Kugelstoßen sowie im Diskuswurf in der Qualifikationsrunde aus. 2006 gelangte sie bei den Juniorenasienmeisterschaften in Macau mit 44,85 m auf den sechsten Platz mit dem Diskus und im Jahr darauf wurde sie bei den Asienmeisterschaften in Amman mit 43,06 m Achte. Auch bei den Asienmeisterschaften 2009 in Guangzhou klassierte sie sich mit 45,09 m auf dem achten Platz und anschließend belegte sie bei den Südostasienspielen in Vientiane mit 46,09 m Rang vier. Im Jahr darauf nahm sie an den Asienspielen in Guangzhou teil und erreichte dort mit 44,96 m Rang sieben und 2011 gewann sie bei den Südostasienspielen in Palembang mit 14,59 m die Silbermedaille im Kugelstoßen hinter ihrer Landsfrau Zhang Guirong und wurde mit dem Diskus mit 46,79 m Vierte. Nach der Saison 2012 beendete sie vorläufig ihre sportliche Karriere, kehrte 2019 aber wieder zurück.

## Persönliche Bestleistungen
- Kugelstoßen (Freiluft): 14,59 m, 13. November 2011 in Palembang
- Diskuswurf: 48,47 m, 20. Juni 2009 in Singapur